# Choroba Ménière’a
Choroba Ménière’a (idiopatyczny wodniak błędnika; łac. morbus Ménière, ang. Ménière’s disease) – choroba (częstość wynosi około 1:2000 osób), której przyczyną jest nadmierne gromadzenie się i wzrost ciśnienia endolimfy w błędniku. Objawia się układowymi zawrotami głowy, szumem usznym i postępującą utratą słuchu.
Chorobę opisał w 1861 roku Prosper Ménière (1799–1862).

## Objawy
Początek jest najczęściej nagły. W trakcie napadu pojawiają się objawy:
- zawroty głowy,
- oczopląs pochodzenia obwodowego,
- nudności, wymioty,
- szum w uchu
- uczucie pełności, rozpierania w uchu,
- objawy wegetatywne: zblednięcie skóry, zlewne poty,
- uszkodzenie słuchu.

W wyniku napadów dochodzi do odbiorczego uszkodzenia słuchu. Przytomność jest zawsze zachowana i nie występuje ból głowy, napady występują z różną częstotliwością i mogą trwać od kilku minut do paru dni. Niekiedy może wystąpić tzw. status meniericus, w którym napady trwają nieprzerwanie lub z niewielkimi przerwami przez kilka godzin, a nawet dni.

## Rozpoznanie
Rozpoznanie choroby ustala się na podstawie objawów z wykluczeniem innych ich przyczyn. Wykonywane są badania audiometryczne oraz badania obrazowe (tomografia komputerowa). Istotnym dla rozpoznania jest potwierdzenie głuchoty o charakterze ślimakowym.

## Diagnostyka różnicowa
Chorobę Ménière’a należy różnicować z:
- zapaleniem nerwu przedsionkowego (neuronitis vestibularis),
- zapaleniem ucha wewnętrznego,
- guzem kąta mostowo-móżdżkowego,
- przetoką perylimfatyczną,
- niewydolnością tętnic kręgowych i tętnic podstawnych mózgu.

## Leczenie
Leczenie jest wyłącznie objawowe. Stosuje się leki przeciw zawrotom głowy (prometazyna, tietylperazyna), środki odwadniające (hydrochlorotiazyd, acetazolamid), leki poprawiające krążenie w uchu wewnętrznym (betahistyna) oraz poprawiające krążenie krwi w mózgowiu (pentoksyfilina). Zaleca się stosowanie diety niskosodowej. W ciężkich przypadkach, w których farmakoterapia nie przynosi rezultatów, wykonuje się zabieg przecięcia nerwu przedsionkowego, labiryntektomię albo podaje się transtympanalnie gentamycynę.